# Mediapolis (Iowa)
Mediapolis – miasto w Stanach Zjednoczonych, w stanie Iowa, w hrabstwie Des Moines. W 2000 roku liczyło 1644 mieszkańców.